# Bachchor Karlsruhe
Der Bachchor Karlsruhe ist der älteste und größte Oratorienchor der Stadt Karlsruhe. Bis 1996 fast ausschließlich auf Oratorienwerke spezialisiert, ist der Chor mittlerweile auch in der modernen Chorliteratur zuhause.

## Geschichte
Gegründet wurde der Bachchor im Jahr 1905. Der Hofkirchenmusikdirektor Max Brauer gründete den Bachverein, dessen Chor 80 Mitglieder umfasste. Der Bachverein überlebte manche Krise, sein Ende kam im Jahr 1938. Unter starkem Druck der Nationalsozialisten sollte der Bachchor in einem städtischen Repräsentationschor aufgehen. Man entschied sich, dem Angebot des Kantors Wilhelm Rumpf zu folgen: Der Bachchor wurde von der badischen Landeskirche "übernommen" und hatte damit seine finanziellen Probleme gelöst, aber auch die Hoheit über seine eigene Programmgestaltung verloren. Unter dem Dach der Kirche überlebte der Chor den Krieg.
Wilhelm Rumpf starb 1964, sein Nachfolger Karlheinz Schmitt, der bis 1995 Chorleiter war, führte pro Jahr zwei Konzerte mit oft barocker Musik auf. Seit 1996 ist Christian-Markus Raiser Leiter des Chores. Das Programm ist breit angelegt: Zwar wird nach wie vor oft und gerne Bach musiziert, aber die szenische Aufführung der Johannespassion von Bach belegt ebenso wie Konzerte mit Musik von Wolfgang Rihm oder Krzysztof Penderecki eine deutlich gesteigerte Experimentierfreude.

## Chorleiter
- 1905–1918: Max Brauer
- 1918–1923: Fritz Cortolezis
- 1923–1925: Heinrich Schmid
- 1925–1927: Franz Philipp
- 1926–1933: Josef Krips
- 1932–1964: Wilhelm Rumpf
- 1964–1995: Karlheinz Schmidt
- seit 1996: Christian-Markus Raiser